# Sinus i cosinus całkowy

Wykres funkcji Si(x) i Ci(x) w zakresie [0, 8π

Sinus całkowy – funkcja określona wzorem:
{\displaystyle \mathrm {si} \,x=-\int \limits _{x}^{\infty }{\frac {\sin t}{t}}\,\mathrm {d} t}
lub podobna funkcja, różniąca się o stałą:
{\displaystyle \mathrm {Si} \,x=\int \limits _{0}^{x}{\frac {\sin t}{t}}\,\mathrm {d} t=\mathrm {si} (x)+{\frac {\pi }{2}}.}
Cosinus całkowy – funkcja określona wzorem:
{\displaystyle \mathrm {ci} \,x=-\int \limits _{x}^{\infty }{\frac {\cos t}{t}}\,\mathrm {d} t}
lub
{\displaystyle \mathrm {Ci} \,x=\gamma +\ln x+\int \limits _{0}^{x}{\frac {\cos t-1}{t}}\,\mathrm {d} t=\mathrm {ci} \,x,}
gdzie {\displaystyle \gamma } to stała Eulera.
Całki określające te funkcje są całkami przestępnymi – nie dają się wyrazić za pomocą funkcji elementarnych. Są zaliczane do funkcji specjalnych.